# Шикачик сріблистий
Шика́чик сріблистий (Coracina personata) — вид горобцеподібних птахів родини личинкоїдових (Campephagidae). Мешкає в Індонезії і Східному Тиморі.

## Підвиди
Виділяють шість підвидів:
- C. p. floris (Sharpe, 1878) — острови Сумбава, Комодо, Рінка[en] і Флорес;
- C. p. alfrediana (Hartert, E, 1898) — острови Лембата[en], Пантар[en] і Алор;
- C. p. sumbensis (Meyer, AB, 1881) — острів Сумба;
- C. p. personata (Müller, S, 1843) — острови Роте[en] і Семау[en], Тимор, Ветар, Леті[en], Моа[en] і Сермата[de];
- C. p. unimoda (Sclater, PL, 1883) — острови Танімбар;
- C. p. pollens (Salvadori, 1874) —  острови Кай[en].

## Поширення і екологія
Сріблисті шикачики мешкають на Малих Зондських островах та на південних Молуккських островах. Вони живуть у вологих рівнинних і гірських тропічних лісах і чагарникових заростях, в саванах, на полях і плантаціях.